# کونچاگویتا

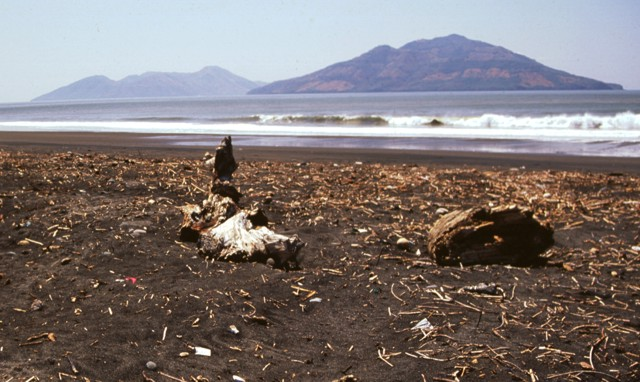
کونچاگویتا

کونچاگویتا (به اسپانیایی: Conchagüita) یک کوه در السالوادور است که در ناحیه لا یونیون واقع شده‌است. کونچاگویتا ۵۰۵ متر بالاتر از سطح دریا واقع شده‌است.